# テイラー・シンプソン
テイラー・シンプソン（Taylor Simpson、女性、1993年9月10日 - ）はアメリカ合衆国のバレーボール選手である。

## 選手キャリア
コロラド州コロラドスプリングス出身。14歳の時にドハティ・メモリアル高校（英語版）でバレーボール競技を始めた。
大学はネブラスカ大学リンカーン校に入学したが、ミズーリ大学、コロラド大学ボルダー校と転学した。卒業後に、プエルトリコリーグのNaranjito Las Changas（イタリア語版）と契約しプロ選手となったが、怪我のために離脱を余儀なくされた。代替として同チームはカースタ・ロウと契約している。
2015年5月2日に韓国バレーボール連盟がカリフォルニア州アナハイムで実施したトライアウトに合格し、指名を受けた興国生命ピンクスパイダーズに移籍した。
2017年の韓国Vリーグのトライアウトに参加して、興国生命の指名を受けて2年ぶりに復帰することが決定した。

## 受賞歴
- 2014年 - NCAAオールアメリカン ファーストチーム

## 所属チーム
- ネブラスカ大学リンカーン校（2011年）
- ミズーリ大学（2012年）
- コロラド大学ボルダー校（2013-2014年）
- Naranjito Las Changas（2015年）（イタリア語版）（2015年）
- 興国生命ピンクスパイダーズ（2015-2016年）
- FVブスト・アルシーツィオ（2016年）
- Leonas de Ponce（2017年）
- 興国生命ピンクスパイダーズ（2017-2018年）
- スタッド・フランセ（2018-2019年）
- 韓国道路公社ハイパス（2019年）